# 2023年パレスチナ・イスラエル戦争におけるイスラエルのヨルダン川西岸地区侵攻
2023年パレスチナ・イスラエル戦争中、イスラエル国防軍（IDF）は数回にわたりヨルダン川西岸地区に地上侵攻を行い、時折空爆を伴いながら、イスラエルが占領する地区内の複数のパレスチナの都市や難民キャンプ（ジェニンやトゥールカリムを含む）に侵入した。イスラエル軍の侵攻は、パレスチナ武装勢力との衝突を引き起こした。この戦争が始まって以来、イスラエル軍によってヨルダン川西岸地区のパレスチナ人806人が死亡しており、その中には143人の子供も含まれている。国際連合は、2023年10月から2024年5月の間に、800件以上のイスラエル入植者によるパレスチナ人への攻撃を記録した。イスラエルは、2023年10月7日から2024年8月までの間に、約10,000人の西岸地区のパレスチナ人を拘束したと推定されている。2023年12月15日、国境なき医師団は、2023年はヨルダン川西岸地区史上最も致命的な年であったと報告した。

## 背景
2023年パレスチナ・イスラエル戦争の開戦より前から、ヨルダン川西岸地区におけるイスラエル人とパレスチナ人間の緊張はより増し、抗争も激化していた。国連によると、2022年はヨルダン川西岸地区史上最も致命的な年であり、2023年9月までの状況でも、ヨルダン川西岸地区内の子供たちにとって歴史上最も致命的な年との見解が示されていた。

## ジェニン侵攻

### 10月の攻撃
2023年10月12日、イスラエル軍は西岸地区のジェニンに対して襲撃を行い、その結果、ハマースの戦闘員が拘束され、他の数名が負傷したと報告されている。2023年10月14日、ジェニンが再び襲撃され、複数人が死亡したとの報告があった。
2023年10月22日、イスラエル国防軍（IDF）は、アル＝アンサール・モスクで「差し迫ったテロ攻撃」を計画していたとされるハマースおよびイスラーム聖戦（PIJ）を標的に空爆を実施した。この攻撃により、広範な損傷が生じた。2人が死亡、3人が負傷した。IDFは、ハマースとイスラーム聖戦がモスクの地下の施設で活動していたと主張した。パレスチナのリヤード・アル＝マーリキ外相は、この攻撃を「戦闘機を用いた攻撃の激化」と位置づけ、ガザ地区で行われている戦術をヨルダン川西岸地区でも実施することへの懸念を表している。
10月27日、イスラーム聖戦の上級司令官アイセル・ムハンマド・アル＝アメルが、イスラエル国防軍との衝突の際に殺害されたと報じられた。2023年10月29日、IDFは、「ジェニン・ホース」と呼ばれる記念碑を撤去した。この記念碑は2003年にスクラップ金属を使って作られ、その中には、ハリール・スレイマンがIDFによって殺害された際に使用されていたパレスチナ赤新月社の救急車の部品も含まれていた。10月30日、イスラエル軍は再びジェニンに突入し、戦闘が勃発。パレスチナ人2人が死亡した。

### 11月の襲撃
2023年11月17日、IDFは、ジェニンでアル＝クッズ旅団およびアル・アクサ殉教者旅団の戦闘員と数時間にわたって衝突したと報じられた。この戦闘員により、ハマースの戦闘員3人と民間人2人を含む5人が死亡した。11月29日にも衝突があり、IDFがPIJ戦闘員と衝突し、パレスチナ武装勢力の戦闘員2人が死亡したと報じられた。

#### イスラエル兵による子供の殺害
11月29日、IDFは「2人の有力なテロリスト」を殺害した。襲撃の際、容疑者は爆発物をIDF兵士に投げつけ、IDFは実弾射撃で応戦した。殺害を撮影したCCTVの映像では、14歳のバセル・アブ・アル＝ワファが複数回銃撃され致命傷を負い、8歳のアダム・アル＝グールは頭を撃たれて死亡している。

### 12月の襲撃
12月5日、衝突により5人のパレスチナ人が負傷した。12月6日、IDFとの激しい交戦により、10代のデモ参加者1人が死亡し、他の2人が負傷した。12月12日には5人のパレスチナ人が殺害され、その日のうちにもう1人の男性が殺害された。12月13日、イスラエル軍の銃撃により、パレスチナ人デモ参加者1人が死亡、他の2人と子ども1人が負傷した。2023年12月14日、イスラエルは60人の指名手配者を逮捕し、50丁以上の武器、爆発物、10万シェケルを超える資金を押収し、地下シェフト、爆薬実験室、監視所を発見したと発表した。IDFの声明によると、部隊はインフラを破壊し、弾薬を押収し、空軍を使って2つの部隊を標的にした結果、7人の死亡と負傷が報告された。また、10人以上の個人と合計12人のパレスチナ人が衝突で死亡したと伝えられている。国境なき医師団の証言によれば、ジェニン難民キャンプ近くのハリール・スレイマン病院敷地内で、17歳の少年がイスラエル国防軍に射殺されたという。12月22日、イスラエル軍の女性兵士が、車を移動させようとしたパレスチナ人男性を射殺した。12月24日、ジェニンとヨルダン川西岸の他の複数の地域で襲撃が行われ、10人以上が拘束された。12月25日には少なくとも10軒の家屋が家宅捜索を受けた。

### 1月の襲撃
1月2日には12件の襲撃が報告され、ジェニンでは双方軍の衝突、アズンでは民間人の間での抗争が発生し、4人のパレスチナ人が死亡した。1月5日にはヤバドで襲撃があり、11歳の子供が負傷した。ある医師は、1月7日の無人爆撃機による空爆について、ある男性が「首を切断された」と述べた。ミサイルが直接命中したためと考えられている。手足を切断された者もいたという証言もある。1月9日、ジェニンに入るための道は全て封鎖された。ジェニン高官委員会の委員長は、イスラエルが道路、電柱、水道管、シーリーン・アブーアークレの記念碑を破壊したと述べた。イギリスの慈善団体「障害児支援 アクション・アラウンド・ベツェレム」は、イスラエル軍によって損害を受けたと発表した。
1月13日、イスラエル兵がアル・アマル病院を包囲し、救急車を捜索した。1月25日、若い男が襲撃中に殺され、その弟が逮捕された。IDFは1月28日にラウンドアバウトを破壊した。1月29日、ヤバドへの襲撃で3人の若者がIDF部隊にひどく殴られたと報じられた。1月30日、ジェニンの病院で、イスラエル国防軍が過激派だと主張する3人のパレスチナ人青年が、医療服に身を包んだイスラエル軍兵士によって暗殺された。青年たちは就寝中にベッドで殺害されたと伝えられている。こうした行為が戦争犯罪にあたるのではないかという法的分析もある。

### 2月の襲撃
イスラエル兵に数時間殴られ、オリーブ畑に置き去りにされた20代後半の若者2人が入院した。2月13日の襲撃では、上下水道やインターネット網などのインフラが破壊された。2025年2月13日、イスラエル軍によって若者が殺害された。兵士たちは医療従事者が若者の救護を行うのを許さなかったとのことである。イスラエル軍が人々の所有物や車を破壊した後、カバティヤで衝突が報告された。イスラエル・アーミー・ラジオは、2月20日の空襲でパレスチナ人3人が死亡したと伝えた。2月21日には25歳の若者が殺害された。2025年2月22日の空爆で1人が死亡し、15人が負傷した。その後数日内に、この攻撃によりさらに2人が死亡した。イスラエル軍がパレスチナ人の小屋を取り壊した結果、対立が起こり逮捕者が出たため、イスラエル軍はジャルブン村を軍事封鎖した。

### 3月の襲撃
3月5日、18歳の少年が頭を撃たれて死亡した。3月12日の襲撃では2人が死亡した。イスラエル軍はジェニン政府病院に発砲し、救急部門の前に立っていた市民を負傷させ、2人を殺害した。3月21日には、イスラエルによる空爆によって3人が死亡した。1カ月足らずで2度目の空爆となる。3月27日、イスラエル軍のUAVによる空爆で4人の死傷者が出たと医師から報告があった。アルジャジーラ英語版は、イスラエルによる「パレスチナ人殺害のためのUAVの頻繁な使用」を報じた。ほか、19歳が銃で撃たれて死亡した。 パレスチナの国営通信によると、カバティヤで13歳の少年がイスラエル軍に射殺された。

### 5月の襲撃
当局によると、2024年5月21日に殺害された7人の中には教師と医師、そして2人のティーンエイジャーが含まれていた。パレスチナ赤新月社は、イスラエル軍が負傷者の搬送を阻止している映像を掲載した。国際児童防衛協会（DFIC）は、イスラエルの狙撃兵が15歳の少年2人を殺害したと発表し、米国に対し、子どもたちの殺害に使われる武器の提供を中止するよう求めた。この襲撃の検証映像には、イスラエル軍が身ぐるみ剥がされたパレスチナ人男性を虐待している様子が映っていた。

### 6月の襲撃
2024年6月中旬、イスラエル軍がジェニンの青年を殴って意識を失わせたと報じられた。

## トゥールカリム侵攻

### 10月
2023年10月19日（木）午前3時、イスラエル軍はトゥールカリムでヌル・シャムスやその他さまざまな地区、トゥールカリム難民キャンプを中心に襲撃を行った。結果、15歳の少年とその父親が狙撃兵に殺された。ヌル・シャムス難民キャンプでは、イスラエルが配備した無人航空機によって複数人のパレスチナ人が負傷もしくは死亡した。空爆で4人の子供と8人の若者が死亡した。イスラエル軍によると、ヌル・シャムスで爆発物が爆発し、将校1人が死亡、兵士9人が負傷、負傷した兵士はメイル病院に搬送された。
襲撃2日目の2023年10月20日（金）、夜明けと朝方に爆発が起きた。トゥールカリムに配属されている大隊の報告によると、さらなる人員がトゥールカリムに到着し、前線のパレスチナ武装集団の活動を支援していたという。パレスチナ保健省は、子ども5人を含む13人の死傷者を確認し、死傷者は殉教者博士タベット・タベット政府病院に搬送された。

### 11月
2023年11月2日、一般車両に乗っていたイスラエル予備兵がベイト・リドで武装勢力に待ち伏せされ、射殺された。

### 12月
12月17日には5人が殺害され、救急車は負傷者の救護を妨げられ、救急隊員は逮捕された。2023年12月20日、イスラエル軍はアッティルを襲撃した。12月23日、ブルドーザーがトゥールカリムに入り、パレスチナ軍とイスラエル軍間で衝突が発生したことが報告された。12月24日、イスラエル国防軍が手製の爆発物を使って攻撃されたと報じられた。12月25日、100台以上のイスラエル軍車両がヌル・シャムスに突入した。12月27日には一晩中無人航空機による空爆が報告され、救急隊員は「あちこちに倒れている男性の遺体を発見した」と述べた。

### 1月
2024年1月3日の襲撃では、実弾を受けた1人、イスラエル兵に殴られた3人、イスラエル軍のジープに突っ込まれた1人を含む5人が負傷した。ヌル・シャムスへの40時間に及ぶ襲撃は1月4日に終了し、兵士による殴打で十数人が負傷した。ほか、500人が尋問されたという。トゥールカリム難民キャンプのサービス委員会責任者は、イスラエル軍兵士が3人の若者を殺害したことを非難した。1月12日、ヌル・シャムスへの7時間にわたる攻撃が行われ、インフラに被害が出たため、同キャンプの緊急責任者は「キャンプ内の道路や路地で破壊されていないものはない」と述べた。1月13日、10代の少年がイスラエル兵に殴り殺された。
1月17日の家宅捜索で3人の救急隊員が逮捕された。ほか、5人が殺害された。また、家屋やインフラが破壊され、多数の男性が拘束された。IDFは1月30日、現地の武装勢力と銃撃戦を交わし、爆発物のブービートラップを仕掛けた道路を発見し、電気と水道を損壊させたと報じられた。

### 2月
2月3日、カフル・ジャンマルに対するイスラエル軍の襲撃で、若者が胸部を撃たれた。2月7日、ヌル・シャムスで2人の男性が殺害された。ヌル・シャムス民衆委員会の責任者は、10月7日以来、イスラエル軍は17回襲撃を行い、23人の若者を殺害し、35軒の家を破壊し、800人の住民を避難させ、道路、下水道、水道、電気網を破壊したと述べた。2月18日には2人が殺害された。これに対してパレスチナ国外務・駐在員省は、「イスラエルの政治的な上層部からイスラエル兵士に白紙委任状が与えられ、パレスチナ人を気まぐれに、そしていかなる脅威もない状態で射殺できるようになったのだ」とコメントした。

### 3月
3月12日、イスラエル軍による襲撃で2人が殺害された。イスラエルは3月21日に空爆を開始し、目撃者たちは「周囲が破壊されるのを見たという点で、これまでで最も残酷な暴力的な夜だった」と述べている。パレスチナ赤新月社によると、ヌル・シャムスへのイスラエル軍の襲撃で4人が死亡した。

### 4月
ヌル・シャムスの医療情報筋によると、難民キャンプへ軍が突入する様子を撮影していた男性がイスラエル軍の狙撃兵に顎と首を撃たれたという。4月下旬にはイスラエル軍の空爆による破壊が報告され、パレスチナ赤新月社によれば14人が死亡したという。

### 5月
5月16日、20代の若者3人が一夜の襲撃で殺害されたと報じられた。

### 7月
2024年7月、パレスチナ当局は、イスラエル軍の襲撃で5人が死亡したと発表した。

## その他の襲撃と侵入

### ラマッラー
2023年10月12日、イスラエル軍兵士とユダヤ人入植者の集団がラマッラーでパレスチナ人男性の集団に襲い掛かり、裸にし、放尿し、タバコで焼き、1人の男性には性的暴行を加えた。ラマッラーでの襲撃で5人が負傷した。1月5日、バニ・ゼイド・アル＝ガルビアで10代の少年が射殺された。1月7日、ラマッラーの襲撃で地元の医師が目隠しをされて逮捕された。1月8日、ラマッラーで医師と看護師が逮捕された。イスラエル軍は1月28日、ベイト・リマでの襲撃で毒ガスを放出したと報じられた。
2024年2月7日、イスラエル軍がシルワドに住むアメリカ人女性の家に押し入り、ベッドから引きずり出し、ソーシャルメディアへの投稿を理由に逮捕した。2月10日、イスラエル軍によってティーンエイジャーが頭を撃たれ死亡したと報じられた。2月20日、アブードで6人の子どもが逮捕されたと報じられた。2月22日には10歳の少年2人が逮捕された。ジャラゾン出身の13歳の少年の遺体が、イスラエルの違法入植地ベイト・エルに近い分離壁の近くで発見された。3月2日、カフル・ニマで10代の少年がイスラエル軍に射殺された。3月3日、13歳の少年がイスラエル軍によって殺害された。3月4日には16歳のデモ参加者が射殺された。2024年6月、カフル・ニマへのイスラエル軍の襲撃によって、4人が死亡、4人が負傷した。同月、12歳の少年がイスラエル軍に射殺された。

#### タウフィック・アブデル・ジャバーの殺害
1月19日、イスラエル軍はアル＝マズラア・アッシュ＝シャルキヤでアメリカ人のティーンエイジャーを殺害した。少年の父親は「彼ら（イスラエル軍）は、私たち自身の子供たちを殺すための兵器を購入する為に、私たちアメリカのの税金を使っているのです」と述べた。アメリカ合衆国パレスチナ問題局は少年の死について調査を求めた。米国務省は、「我々は事件の状況を理解するために努力しており、イスラエル政府にさらなる情報提供を求めている」と述べた。国家安全保障会議の報道官は、「ホワイトハウスはこれらの報道を深刻に懸念している」と述べた。その後、国務省は1月22日、「緊急調査」を要請した。1月25日、ラシダ・タリーブ米下院議員は少年の死について調査を求め、「タウフィック君は年をとるはずだった」と述べた。殺人の目撃者は、発砲はいわれのないものだったと述べた。
その1ヵ月後の2月10日、イスラエル軍はビッドゥで別のアメリカ市民を殺害した。被害者は17歳のムハンマド・クドゥールで、運転中に頭を撃たれた。

### ヘブロン
2023年12月6日、イスラエル兵がヘブロンで知的障害者を射殺し負傷させた事件で、調査が開始された。28歳の製薬会社代表が、閉鎖されていることを知らずに道を曲がった後、ベイト・エイヌンでイスラエル国防軍に射殺された。2023年12月21日、イスラエル軍はハルフールやサイールを含むパレスチナ自治政府内の複数の地域を急襲した。12月27日、パレスチナ赤新月社によると、ヘブロンでのIDFの襲撃で3人が負傷した。ヘブロンでは2023年12月30日、ゴム弾と催涙ガスで負傷者が出た。2023年12月30日、ヘブロン県知事は、ヘブロン市は10月7日以来、イスラエル国防軍によって封鎖されていると述べた。2023年12月29日、イスラエル軍はマサフェル・ヤッタ地域のパレスチナ人羊飼いに暴行を加え、発砲した。
2024年1月5日、アル＝アルブでの襲撃が報告された。2024年1月13日、イスラエル軍はヘブロン近郊のアドラ付近で10代の少年3人を射殺した。その後、部隊はヘブロンにある少年たちの家族の家を急襲し、催涙ガス、音響爆弾、ゴム弾を使用した。2024年1月15日、ヘブロン近郊でイスラエル軍の襲撃を受けた若い男女が殺害された。2024年1月19日、人権活動家イマド・アブ・シャムシエの自宅が家宅捜索を受け、「撮影と記録」をやめるように言われた。2024年1月29日、ヘブロンの市長代理は、イスラエル軍がドゥーラーで2人の若者を殺害し、3人を負傷させたと発表した。2024年2月15日、学校から少年は帰宅途中に殺害された。10月7日以来、ヨルダン川西岸地区でイスラエルに殺害された100人目の子どもとなった。2月29日、ヘブロン近郊で3人の若い兄弟が植木を摘んでいるところをイスラエル軍に撃たれ、1人が死亡した。
2024年3月25日、イスラエル兵が少年のシャツを脱がせ、顔を平手打ちする映像が確認された。2024年5月、14歳の少年が射殺されたと報じられている。2024年8月、国境なき医師団は、イスラエルによるパレスチナ人に対する制限と暴力が、ヘブロンの住民の心身の健康に影響を与えていると述べた。アル＝ファワール難民キャンプへの襲撃で、イスラエル兵は市民を虐待し、30人以上を逮捕した。

### トゥーバース、ベツレヘム、カルキーリーヤ
2023年12月15日、イスラエルはベツェレムがファラで武装していない男性2人を至近距離から射殺する国防軍兵士のビデオを公開した後、調査を開始した。トゥーバース近郊での襲撃では7人が負傷した。2月27日、トゥーバース県知事代理は、イスラエルの空襲によって道路や発電機が破壊され、「3人の若者が自宅で普通の生活をしている最中に無残に殺された」と述べた。2024年6月、ファラへの襲撃は12時間以上続き、15歳の少年が死亡したと報じられた。2024年9月、イスラエル軍の狙撃兵がスフィアン・ジャベル・アベド・ジャワドを殺害した。ヨルダン川西岸地区で国連職員が殺害されるのは10年以上ぶりとなる。
クリスマスの日にはベツレヘムでも襲撃があった。1月6日、イスラエル軍はレジスタンスや反体制派に対する「弾圧」を行ない、部隊はベツレヘムで3人の男性を殴打したと報じられた。1月10日、ベツレヘム近郊の診療所が襲撃された。1月18日にはベツレヘム近郊での襲撃が報告され、4人の若者が兵士に殴られたという。2024年2月11日、パレスチナ保健省は、35歳の男性がイスラエル軍に殺害され、体内から20発の銃弾が発見されたと報告した。
2023年12月29日、カルキーリーヤで17歳の少年が胸を撃たれ、救急車が救護に向かう間に逮捕された。2024年1月2日、カルキーリーヤで救急隊員が負傷者を救助しようとして銃撃された。また、イスラエル軍に頭、肩、胸を撃たれ、20歳の若者が死亡した。2月21日には15歳の少年が殺害された。3月9日、アズーン市長は、イスラエル軍は10月7日以来、8人の若者を殺害し、100人以上を逮捕したと述べた。2024年8月、15歳の少年がイスラエル軍に射殺されたと報じられた。

### ナーブルス
12月24日、バラタ難民キャンプで爆発と武装戦闘が報告された。12月25日、ヨルダン川西岸地区一帯で行われた襲撃で35人が逮捕された。ブルカではクリスマスの日に200軒で家宅捜索が行われた。サバスティーヤ当局によると、イスラエル人入植者が考古学的遺跡を攻撃し、破壊しているという。1月9日、ナーブルスでの襲撃で少なくとも14人が負傷した。1月10日には、ナーブルスで5人が負傷した。バラタ難民キャンプ運営組織の責任者は、2024年1月17日にイスラエル兵が同キャンプで5人を殺害したと述べた後、「イスラエル軍は4人の遺体とヤザン・アル・ナジミの遺体の一部を誘拐した」と述べた。2月4日、イスラエル軍は軍用犬を4歳の少年に放ち、少年は何度も噛まれ、入院するまでの3分間、大量に出血した。2月6日、ベイト・フリクで、イスラエル軍が救急車の到着を妨害したほか、若い男性が射殺された。
2月13日、入植者たちは羊飼いたちを襲い、石を投げつけ、車に火をつけ、羊の群れを奪おうとした。2月18日、ナーブルスの知事は、「10月7日以来イスラエル軍によって48人が殺害され、IDFはゲートと検問所を設置し、「大きな刑務所」にしようとしている」と述べた。ドゥーマの村議会議長は、「ドゥーマは90日間もイスラエル国防軍によって封鎖されており、国際的な介入が必要だ」と述べた。2月29日、IDFの襲撃の最中、17歳の少年が背中を撃たれ死亡した。3月4日、ブリンで11歳の子どもがイスラエル軍の実弾で頭を撃たれて死亡した。イスラエル人入植者が民家を襲撃した後、イスラエル軍が入植者を保護するために到着し、パレスチナ人住宅所有者に向けて実弾と催涙ガス弾を撃ち込んだ。2024年8月、パレスチナ赤新月社の救急隊員がイスラエルの襲撃で負傷し、1週間後に死亡した。
2024年11月、軍用のジープに乗ったイスラエル兵が11歳の少年を射殺した。

### ヨルダン川西岸地区全域
10月31日、イスラエル軍はヨルダン川西岸地域の他の地域でも作戦を強化し、その結果、カバティヤ、タムン、ナーブルスでパレスチナ人5人が死亡した。パレスチナ保健省によると、これで10月7日以降のヨルダン川西岸地区での死傷者数は90人となった。
パレスチナ赤新月社によると、イスラエル軍はハルフールで若者のデモ隊に実弾を撃ち込み、2人が負傷した。また、トゥーバース、カルキーリーヤ、ディール・アブ・ダイフ、ジャルブン、ジャルカムスでの追加の急襲も行われたとのことである。12月23日には、デヘイシェ難民キャンプ、ヘブロン、ヤッタ、ベイタ、カリュート、エリコ、アイン・エッ＝スルタン難民キャンプ、アカバト・ジャブール難民キャンプなど、ヨルダン川西岸地区全域での襲撃が報告された。同日、イスラエル兵がロリポップの袋を持っていた特別な支援を必要とする男性を射殺した。12月25日、イスラエル軍はサルフィートの農業施設を破壊し、ヤッタの住民に新しい学校の建設を中止することを命じた。12月28日、パレスチナ通貨庁は、イスラエル軍が6つの為替会社の本社を襲撃し、巨額の資金を押収したと報告した。兵士が銀行の金庫を爆破した後、およそ250万ドルが押収されたという。1月9日、ヨルダン川西岸地区一帯でIDFによる襲撃が行われた。
1月14日、ヨルダン川西岸地区一帯で5人のパレスチナ人が殺害された。1月18日にも、ヨルダン川西岸地区一帯で襲撃があった。1月21日、ヨルダン川西岸地区一帯で襲撃事件が発生し、住民に経済的圧力をかけ、人々の生活を破壊した。1月25日にはヨルダン川西岸地区全域で襲撃が報告され、1月29日の襲撃では、わずか24時間の間に5人の少年や青年が殺害された。 3月21日のイスラエル軍によるエリコに対する攻撃では、パレスチナ人の青年が殺害された。

### 東エルサレム
12月22日、東エルサレムでは、イスラエル軍が閃光手榴弾と催涙ガスを発射し、パレスチナ人2人が負傷した。12月29日、イスラエル軍はワディ・アル＝ジョズの礼拝者に対し、悪臭兵器のスカンク、催涙ガス、ゴム弾を発射した。同日、カフル・アカブではイスラエル軍の襲撃により1人が負傷した。シロアムでは、2キロ離れた入植者に向けて花火を発射したという容疑で、イスラエル軍が家宅捜索を行ったと報告されている。1月7日、検問所で4歳の少女がイスラエル兵に殺害された。アズ＝ザーイェムのある男性は、自分の家の取り壊しを余儀なくされたと報じられた。2月5日、14歳の少年が射殺された。2月12日には15歳の少年が殺害された。2月14日、13歳の少年が逮捕された。
ビッドゥでアメリカ人のティーンエイジャーがイスラエル警察に頭を撃たれ死亡した。アメリカ合衆国国務省は声明の中で、「我々は、完全な説明責任を含め、迅速かつ徹底的で透明性のある調査を緊急に求める」と述べた。2月21日、研究者のファフリ・アブ・ディアブは、イスラエルの政策がエルサレムのパレスチナ人に「鉄拳」を加え、集団的懲罰を与えていると述べた。
2024年5月、イスラエル人が建物に放火し「甚大な被害」が出たため、UNRWA事務所は閉鎖された。国連パレスチナ難民救済事業機関（UNRWA）のフィリップ・ラッザリーニ代表は、数カ月前から国連職員がイスラエル人から嫌がらせを受けたり、脅迫されたり、銃で脅されたりしていると述べた。5月13日、ハモケドは、イスラエル人が再びUNRWA本部を攻撃し、周囲に火をつけたと発表した。

#### ラミ・ハムダン・アル＝ハルフリの殺害
3月12日、東エルサレムで13歳の少年がイスラエル軍に胸を撃たれ死亡した。イスラエル軍によると、この少年は花火で攻撃したとのことだが、映像によると、少年は花火を空に向けて発射していた。翌日、デモ隊とイスラエル軍との衝突が発生した。少年の死後、イタマル・ベン-グヴィルは、「テロリスト」を殺した部隊に敬意を表すると述べた。少年の遺体はIDFが保有し続けた。少年の死を悼む大勢の人々が家に集まるのを避けるため、家族に圧力をかけた結果と考えられている。IDFは遺体を返すと表明したが、遺体は遺族の住む地域とは反対側のヨルダン川西岸地区の分離壁越しに埋葬する必要があるとした。
遺族は少年について、「学校ではいい子で、頭がよく、近所の人を助けていました」としている。その後の調査の結果、少年は花火が打ち上がる前に射殺されたことが判明した。少年の葬儀は3月18日に執り行われた。

### ヨルダン渓谷
ヨルダン渓谷の羊飼いたちは、10月7日以降、恣意的な逮捕とユダヤ人入植者による暴力を報告した。イスラエル軍は2024年2月1日、アイン・エッ＝スルタン難民キャンプを襲撃した。

## イスラエルの大規模作戦

### サマーキャンプ作戦
2024年8月28日、イスラエルはヨルダン川西岸地区内では2002年の「防衛の盾作戦」以来最大規模の軍事作戦を開始し、これを「サマーキャンプ作戦」と命名し、ブルドーザーや航空支援とともに数百人の国防軍を投入した。
この作戦の目的は、ヨルダン川西岸地区の武装勢力を弱体化させ、イスラエルへの攻撃を阻止することである。イスラエルのイスラエル・カッツ外相は、この作戦を「本格的な戦争」と位置づけ、イランがヨルダン川西岸地区の武装勢力に資金と武装を提供することで、イスラエルに対する「東部テロ戦線」を確立しようとしていると非難した。
軍事作戦の一環として、イスラエル軍はトゥールカリムやジェニーンを含むヨルダン川西岸地区の都市とその周辺でパレスチナ武装勢力と交戦した。特に、イスラエル国防軍は、トゥールカリム旅団とハマースのジェニーン支部のトップであるアブ・シュジャアとワッセム・ハゼムをそれぞれ殺害することに成功した。
2024年10月3日、イスラエルは「防衛の盾作戦」以来初めてトゥールカリム難民キャンプへの空爆を開始し、現地のハマースとイスラーム聖戦のそれぞれの支部隊長であるザヒ・ヤセル・アブド・アル・ラゼク・ウーフィとアイス・ラドワンを含む20人が死亡した。

### 鉄の壁作戦
2025年1月21日、イスラエルは2025年の停戦実施からわずか数日後に、ヨルダン川西岸で再び大規模な軍事作戦を開始した。イスラエルが「鉄の壁作戦」と命名したこの作戦は、ジェニーンで始まったが、トゥールカリムやその他のパレスチナの都市や町にも広がっている。この作戦は、これまでのイスラエルによる空襲と比較して、ヨルダン川西岸地区の武装勢力に対する戦略的に明確でより積極的な攻撃となっており、パレスチナ自治政府がイスラエルの軍事作戦に直接参加する初めての機会でもある。

## 武装勢力による報復攻撃
戦争が始まって以来、ヨルダン川西岸地区のパレスチナ武装勢力は、ほぼ毎日行われるイスラエル軍の襲撃に対して、ほとんど守勢に回ってきた。それにもかかわらず、パレスチナ武装勢力はユダヤ人入植地、検問所、軍事前哨基地、個人といったイスラエルの施設・人に対して攻勢に転じることもあった。

### 2023
11月20日、無所属のパレスチナ少数民兵組織「サルフィット大隊」が、アズ＝ザーウィヤ近郊でユダヤ人入植者の車2台を攻撃した。
12月21日、武装勢力はベツレヘム近郊のベイタル・イリット入植地を爆発物で攻撃した。

### 2024
1月12日、イスラエル国防軍はヘブロン近郊のユダヤ人入植地に侵入しようとした武装勢力3人を殺害・1人を負傷させた。1月15日、ヘブロンから秘密裏にイスラエルに入国した武装勢力2人が、ラーナナで車両突入テロを起こし、1人が死亡、18人が負傷した（2024年ラーナナ攻撃）。
2月16日、アル＝クッズ旅団は、ヨルダン川西岸地区メヴォ・ドタン入植地の南にあるドタン検問所に駐留するイスラエル軍に発砲した。2月29日、パレスチナ自治政府の警察官を含む3人の戦闘員が、ヨルダン川西岸地区エリ入植地近くのガソリンスタンドで発砲し、イスラエル人2人が死亡した。
3月16日、ハマースとされる戦闘員1人がヘブロン近郊の入植地に発砲し、イスラエル国防軍に殺害された。
4月13日、アル・アクサ殉教者旅団は、イスラエル国防軍の検問所、トゥールカリム近郊のイスラエル人入植地、ヨルダン川西岸地区国境付近のイスラエルの町を攻撃した。
6月19日、アル＝クッズ旅団は、旧ホメシュ入植地跡地の前哨基地を爆発物で攻撃した。6月22日、トゥールカリム旅団がカルキーリーヤでイスラエル民間人を殺害した。
7月16日、ナーブルス近郊のラミン・ジャンクションで、武装勢力がイスラエル軍車両に発砲し、パレスチナ人市民数人が負傷した。中にいた入植者3人が負傷した。7月31日、ヘブロン近郊の入植地キリアテ・アルバ近くで、ハマースの戦闘員が車内にいた入植者を銃撃し、刺した。
8月6日、パレスチナ武装勢力の戦闘員がベカオト入植地で銃撃攻撃を行った。8月11日、ハマースがヨルダン渓谷のメホラ入植地近くの公道90号線で入植者2人に車上荒らしを行い、1人が死亡、もう1人が負傷した。8月18日、ケドゥミム入植地近くで戦闘員がイスラエルの警備員をハンマーで殺害した。同日、ナーブルス出身の戦闘員がテルアビブで自爆テロを行い、1人が負傷した（レヒ通り爆破事件）。8月30日には、アル・アクサ殉教者旅団の戦闘員が、ヘブロン近郊のイスラエル人入植地を2台の自動車爆弾で攻撃した。
9月1日、ハリル・アル＝ラーマン旅団は、ヘブロン近郊で車を運転していたイスラエル警察官3人を殺害した。9月8日、ヨルダンとヨルダン川西岸地区の国境にあるアレンビー交差点で、ヨルダンの親パレスチナ派がイスラエル人3人を殺害した。9月11日、武装勢力がギヴァット・アサフ入植地付近で攻撃を行い、兵士1人が死亡した。9月19日、アル＝クッズ旅団はシェイクド入植地に銃撃を行った。アル・アクサ殉教者旅団は9月19日と21日、エバル山とゲリジム山にそれぞれある2カ所のIDFの検問所に銃撃を行った。
10月1日、テルアビブのヤッファで、ヘブロン出身のハマース戦闘員2人が銃撃テロを起こし、7人が死亡、17人が負傷した（2024年ヤッファ銃撃事件）。10月6日、ジェニーン近郊で、ムジャーヒディーン運動のムジャーヒディーン旅団が、IDF兵士と入植者の集団に対して銃撃を行った。10月8日、アル・アクサ殉教者旅団がゲリジム山の検問所を銃撃した。10月11日、アル・アクサ殉教者旅団は、カランディアの検問所を爆発物で攻撃し、トゥールカリム近郊のアヴネイ・ヘフェッツ入植地では銃撃を行った。10月19日、イスラーム聖戦はメヴォ・ドタン入植地の車両に対して発砲した。同日、武装勢力がオフラ入植地付近でイスラエル警察の車両を襲撃したが、戦闘員は射殺され、死傷者は出なかった。イスラーム聖戦は、10月24日にメヴォ・ドタンにあるイスラエル国防軍の監視哨、25日にイスラエルとヨルダン川西岸地区との国境にある検問所に対して銃撃を行った。10月28日、イスラーム聖戦の戦闘員がシェイクド入植地に対して銃撃を行った。
11月1日、イスラーム聖戦の戦闘員がイスラエルとヨルダン川西岸地区の国境付近でイスラエル軍兵士に対して銃撃を行った。11月6日、パレスチナ武装勢力がシロ入植地でイスラエル人2人を襲撃し負傷させた。11月11日、過激派がベツレヘム近郊の検問所で、イスラエル国防軍兵士2人を車ごと襲撃した。11月29日、アリエル入植地近くでハマース戦闘員がイスラエルのバスに発砲し、8人が負傷した。
12月7日、パレスチナ武装勢力がヘブロン近郊で車を襲撃し、イスラエル国防軍兵士ともう1人のイスラエル人が負傷した。12月11日、過激派がベツレヘム近郊のアル＝ハデルでイスラエル人の乗るバスを銃撃し、イスラエル人の子ども1人が死亡、数人が負傷した。

### 2025
1月6日、武装勢力はケドゥミム入植地近くでイスラエル人3人を殺害した（2025年アル・フンドゥク銃撃事件）。
2月4日、パレスチナ人武装集団がトゥーバースの北にあるタヤシル村のイスラエル軍検問所を襲撃し、イスラエル国防軍兵士2人が死亡、さらに8人が負傷した。

## パレスチナ自治政府の役割

### パレスチナ自治政府と武装勢力の対立
パレスチナ自治政府（PA）は、パレスチナ人からは「非力でイスラエルの占領に服従している」と見られているが、戦争勃発以前から武装勢力を抑圧するという点ではイスラエルと利害関係が一致していた。PA治安部隊とIDFの協力関係は、IDFの空襲の際、PA治安部隊が兵舎に留まったことや、空襲に対する武装勢力の抵抗を積極的に妨害していることからもうかがえる。
2024年7月のヨルダン川西岸地区におけるパレスチナ自治政府に対する騒乱は、7月26日のトゥールカリム旅団の指導者「アブ・シュジャア」の逮捕未遂疑惑に端を発し、武装勢力との対立が激化したものであった。トゥールカリム、ジェニーン、ベツレヘム、トゥーバース、ナーブルスでデモ隊・武装勢力が治安部隊と衝突した。
PAはまた、2024年10月にトゥーバースで、12月にジェニーンで軍事作戦を開始した。

### その他の事件
戦時中、イスラエル国防軍とパレスチナ自治政府の間で事件が起きたのは1件だけで、2024年7月24日、IDFのトゥーバースでの作戦時にパレスチナ自治政府の税関職員が射殺された事件である。
2024年10月3日のイスラエルによるトゥールカリム難民キャンプ空爆の余波で、この空爆を取材していたアルジャジーラのジャーナリスト、レイス・ジャールは、警備員に「撃つぞ」と脅迫され、暴行を受けた。ジャールはその後治安部隊に逮捕・拘束され、1日後に釈放された。
2024年10月29日、イスラエル人入植者がハヴァト・ジラド入植地付近でパレスチナ自治政府の治安部隊に対して銃撃攻撃を行い、警官2人が負傷した。

## 投獄と検問

### 居住移転の自由
ベツェレムの報告によると、イスラエル軍はパレスチナ人の居住移転・移動を厳しく取り締まっており、「検問所のネットワーク網を使って監視を強化し、何十もの新しい検問所を設置し、何十もの村から幹線道路へのアクセスを遮断し、パレスチナ人が仕事やその他の理由でイスラエルに入国する許可をすべて取り消している」とのことである。

## 入植者による暴力と村の過疎化

### イスラエル軍主導の強制移住政策
国際連合人道問題調整事務所（UNOCHA）によると、イスラエル軍は12月25日、フルシュ・ベイト・ダジャンとデイル・バルトで住宅を取り壊した。国連の報告によると、2023年には1,094棟の建造物が取り壊され、2,127人のパレスチナ人が避難した。12月27日にUNOCHAは、10月7日以降、イスラエル入植者による暴力により1,208人、イスラエルの建築許可が下りなかったため393人、懲罰的理由で95人、軍の取り壊しにより483人が避難したと発表した。2024年1月15日、イスラエル軍はカルキーリーヤで2軒の家屋を取り壊し、14人が家を失った。1月15日までに、イスラエル軍の取り壊しによって避難した人の数は600人を超えた。
2024年2月、東エルサレムの実家をイスラエルに破壊されたパレスチナ人活動家は、「イスラエル当局は（エルサレムから）パレスチナ人を排除し、人口構成を変えようとしている」と述べた。アメリカ合衆国国務省の報道官は、取り壊しは「世界におけるイスラエルの地位を傷つける」と述べた。東エルサレムで家を破壊されたある男性は、荷物をまとめることすらできなかったと語った。2月29日、ピース・ナウは、イスラエル政府が広大な土地を接収し、3つのパレスチナ人コミュニティを脅かしていると報じた。UNOCHAによると、イスラエルは2024年1月と2月だけで155人が住むパレスチナ人の家を取り壊した。2024年3月下旬、UNOCHAは10月7日以降、ヨルダン川西岸地区と東エルサレムで1,640人が避難したと報告した。パレスチナ解放機構は、10月7日以降、イスラエルによって25のベドウィンのコミュニティが避難を余儀なくされたと発表した。
2024年5月、ネゲヴで約50軒のベドウィンの家屋が破壊された。2024年7月、イスラエル最高裁判所は東エルサレムに住む11世帯の立ち退きに対する上告を棄却した。2024年だけでも、イスラエルはヨルダン川西岸地区のパレスチナ人の土地23.7平方キロ（9.15平方マイル）を接収しており、これは過去20年間の合計よりも多い。2024年8月、ノルウェー難民評議会は、2023年中に東エルサレムで229軒の家屋が取り壊されたと発表した。家を壊さざるを得なかった家族もいるとのことである。

### 入植者のポグロムと脅迫による移住

#### ポグロムの被害にあった村の一覧
- キルベト・ザヌータ（英語版）（アラビア語: خربة زنوتا,, 「ザヌータの破滅」の意）は、ヨルダン川西岸地区南部ヘブロン県にあるパレスチナ人のベドウィンが多く住む村で、ヘブロンから南へ20キロに位置する。2023年パレスチナ・イスラエル戦争で民族浄化された[392]。何人かの農民は残留し、あるいは帰還したが、迫害は続いた。この場所は2022年にも襲撃されている。
- アル＝カノーブ（英語版） - イスラエル人入植者たちが近くのアスファル（英語版）入植地と隣接するプネイ・ケデム（英語版）前哨地から侵入し、家屋に火をつけ、飼い犬を家畜に放ち、銃を突きつけて住民に立ち退かなければ殺すと命じた。
- アル＝ファルシヤ・カレット・カダー – ノルウェー難民評議会（英語版）によると、「40人が避難し、その後イスラエル人入植者たちが略奪行為を行い、9つのテントを盗んだ」という。

#### その他の入植者による暴力
10月7日のテロ事件以降、ユダヤ人入植者によるパレスチナ人への暴力が増加した。これらの暴力事件は、パレスチナ人が自分たちの家を離れさせる原因となっており、専門家たちはこれを「パレスチナ人を排除するための組織的犯行」と呼んでいます。2023年10月11日、入植者たちは銃声におびえ逃げ出した10代の少年を背後から撃ち殺害した。国連は12月13日、10月7日以来8人のパレスチナ人が入植者によって殺害されたと発表した。イスラエル人入植者たちは、戦争以前から、ほとんどの犯罪が処罰されないまま、平然とその後活動することを許されてきた。入植者は攻撃を行う際、イスラエル軍によって支援され、さらには保護されていたとの報告もある。ベツェレムは、「入植者の暴力行為はイスラエル国防軍の「公でない手段」であり、入植者と兵士はパレスチナ人に対する組織的な攻撃を行っている」とした。アメリカ人ジャーナリストのデビッド・イグナティウスは、ヨルダン川西岸地区の状況を「イスラエルによる支配のパターン」であり、虐待であると表現した。12月25日には、入植者による暴力行為で少なくとも8人のパレスチナ人が負傷した。12月27日、UNOCHAは、10月7日以来367件のイスラエル入植者によるパレスチナ人への攻撃を報告した。12月27日、シン・ベトは、イスラエル人入植者たちが、違法な銃を没収し暴力的な入植者たちを逮捕したイェフダ・フォックス少将に対し、ディン・ローダーの発動を検討していると報じた。
多くの場合、イスラエル人入植者は制服を着たイスラエル軍兵士になりすまし、パレスチナ人をさらに混乱させ、威嚇している。脅迫と暴力行為の結果、2,000人以上のパレスチナ人が避難している。12月28日、エルサレムのアルメニア総主教庁は、東エルサレムのアルメニア人居住地区で30人の武装したイスラエル人入植者が聖職者を襲撃したと報告した。1月5日、ヨルダン川西岸地区での入植者の活動を追跡しているイスラエルの団体ピース・ナウは、入植者による道路封鎖、フェンス、前哨基地などの建設が急増していると報告した。2024年1月15日、入植者がデイル・シャラフ、カルキーリーヤ、トゥルムス・アヤで放火、投石、器物損壊を行った。1月16日、アナリストのアレフ・ダラグメは、入植者たちはヨルダン渓谷を占拠するために暴力をふるっていると述べた。1月23日、ナーブルスのイスラエル人入植者が自動車のショールームに放火したと報じられた。2024年1月には、合計120件の入植者による攻撃が報告された。2月2日、入植者が殺害予告を書き、自動車に放火しようとしたと報じられた。2月12日、イェシュ・ディンはアシラ・アル＝キブリヤへの入植者の襲撃を報告した。

ヨルダン川西岸地区のパレスチナ人を代表するユダヤ系人権弁護士ネッタ・アマー・シフは、占領地の法的インフラは「入植者がやりたい放題」であると述べた。2月13日、イツハルの入植者がアシラ・アル＝キブリヤでパレスチナ人2人を射殺し、火炎瓶を投げつけた。2月17日、ヘブロンで2人の子どもが入植者の襲撃を受け、殴打された。ピース・ナウは、「入植者による暴力は個人による事件ではなく、むしろパレスチナ人から土地を奪うための組織的な戦略の一部である」と述べている。入植に反対する若者たちの共同設立者は、「ヘブロンにとって今、大きな問題は、過激派の入植者が、この街で活動するイスラエル軍の部隊に採用されたことだ。彼らは今やパレスチナ住民の生活を支配している」と述べた。ナーブルス知事は、入植者による暴力が前年比で200％増加したと報告している。

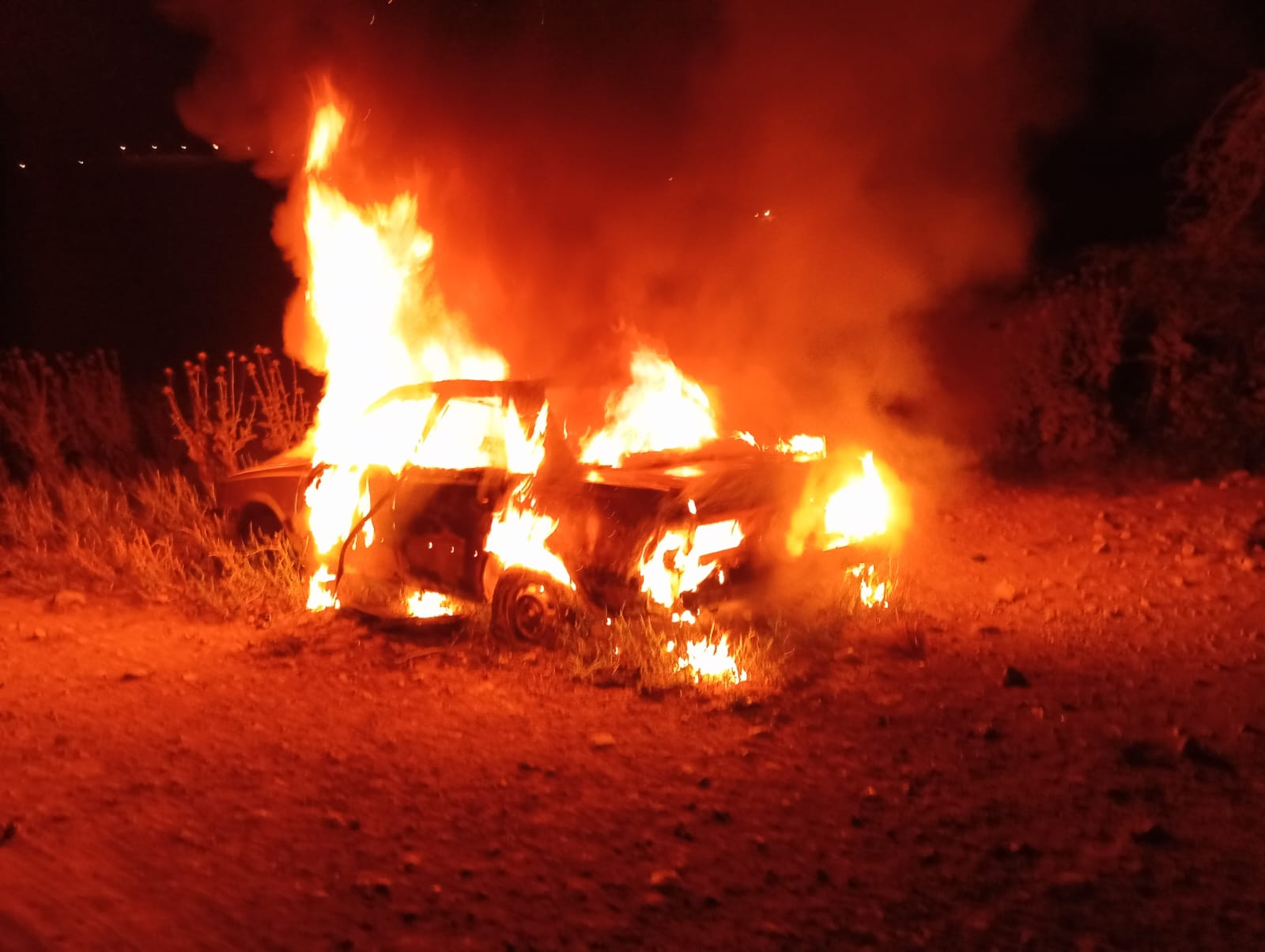
A Palestinian car set on fire by Israeli settlers during the April 2024 rampage

2月21日、アシラ・アル＝キブリヤで入植者による襲撃が報告され、町議会は入植者が石を投げ、車のフロントガラスを割り、車に火をつけようとしたと発表した。同日、入植者たちは若者2人に暴行を加え、車を盗んだ。2月25日、エリコの入植者たちはベドウィンのコミュニティを襲撃し、羊を盗んだ。2月29日、アル＝ルーバン・アシュ＝シャルキヤの市長は、「入植者たちは街頭で（パレスチナ人の）家々を攻撃しようとしている」と述べた。 3月4日、パレスチナ自治政府高官は、暴力的なイスラエル人入植者に対する欧米の制裁を受けて、かえって入植者による暴力事件の件数が増加していると述べた。ナーブルス県知事のガッサン・ダグラスは、イスラエル人入植者による攻撃は「イスラエル兵の監視下で」起きていると述べた。 国連は、10月7日以降、パレスチナ人に対するイスラエル人入植者による攻撃は603件に上ると報告し「衝撃的」とした。2024年4月までに、国連が記録した入植者による暴力事件件数は700件以上に上った。
2024年4月、イスラエルによると、ヨルダン川西岸地区で過激派の入植者（容疑）にイスラエル人ティーンエイジャーが殺害されたのをきっかけに（2024年4月のイスラエル人入植者による暴行事件、ベンジャミン・アキメイルの殺害）、イスラエル人入植者がパレスチナ人に対して「暴行」し、複数の死傷者を出したと報じられている。アル・ムガイール村役場は、「（入植者による）暴力はここにいる誰もが覚えうる最悪のもの」と表現した。ヒューマン・ライツ・ウォッチは、「入植者と兵士は、イスラエル政府高官の明らかな後ろ盾のもと、パレスチナ人コミュニティ全体を立ち退かせ、あらゆる家を破壊してきた」としている。 2024年7月、バザリヤのイスラエル人入植者がパレスチナ人の建築資材店とブルドーザーに火をつけたと報じられた。
2024年9月、エリコ近郊でイスラエル人のヤギ飼いが数人のパレスチナ人に殴られた後、入植者たちは加害者たちが逃げたとされる地元の小学校を襲撃し、教師と生徒を暴行した。イスラエル国防軍は現場に到着し、襲撃してきた入植者たちに投石で抵抗していた校長と教師を拘束した。

## 影響

### 教育および経済
2024年1月31日、カルキーリーヤのファタハ報道官は、イスラエル軍による侵攻がヨルダン川西岸地区に経済的影響を及ぼしているとし、「占領軍が商店を閉鎖し、街を包囲し続けているため、住民は継続的な閉鎖によって経済的に苦しんでいる」と述べた。2024年5月、イスラエル軍は為替会社から推定100万米ドルを押収したとされる。
パレスチナ教育省は、イスラエル軍による襲撃と入植者による暴力事件件数の増加により、ヨルダン川西岸地区の多くの学校が学校閉鎖を余儀なくされたと報告した。

### 措置措置
1月30日、ジョー・バイデン米大統領は、アメリカがイスラエル人入植者に制裁を科すことを認める大統領令に署名し、パレスチナ人に対する暴力行為に関与したことが判明したイスラエルの政治家や政府高官も制裁の対象となる可能性があることを明らかにした。バイデンは以前、ヨルダン川西岸地区のパレスチナ人に対する暴力に関与したイスラエルの個人や団体に対する制裁の可能性を準備するよう、国務長官と財務長官に命じていた。イスラエルのベザレル・スモトリッチ財務相は大統領令に対し、「反ユダヤ主義的な嘘に基づいている」と反論した。スモトリッチ財務相はその後、「われわれはこの嘘の前に傍観することはない」と述べ、入植地を「定着」させるよう求めた。イスラエルのイタマル・ベン-グヴィル国家安全保障相は、制裁を受けた入植者たちを「英雄的」と称え、称賛した。ネタニヤフ首相はこの制裁を批判し、不要だと訴えた。 米国の制裁を受けて、ネット上の募金活動は入植者のために数十万ドルを集めた。2024年3月、米国はさらに3人の入植者と2つの入植者の前哨基地に制裁を加えた。
2024年2月4日、カナダのメラニー・ジョリー外相は、カナダ政府は過激な入植者に対する制裁措置を予定していると述べた。 5月16日、カナダはヨルダン川西岸地区の入植者4人に制裁を加えた。 2024年6月27日、カナダはさらに7人の入植者を制裁した。イギリスも4人の入植者に対する制裁と、2024年5月にも追加の制裁を発表した。2月13日、フランスはヨルダン川西岸地区でパレスチナ人に暴力をふるった28人の入植者に制裁を科すと発表した。スペインのホセ・マヌエル・アルバレス外相は、EUが合意に至らなければ、スペインは単独で入植者に対する制裁を実施すると述べた。 スペインはその後、暴力的なイスラエル人入植者12人に対する制裁を発表した。3月18日、EUは全会一致で、暴力的なイスラエル人入植者を制裁することに合意した。
2024年7月、アメリカはヨルダン川西岸地区のイスラエル人3人、入植者の前哨基地4カ所、暴力的過激派組織に対する制裁を発表した。その直後、EUは「深刻かつ組織的な人権侵害」を理由に、イスラエル人5人と3人に対する制裁を発表した。

### 調査
東エルサレムでパレスチナ人の子供がイスラエル警察に殺害された事件で犯人は取り調べを受けたことについて、イタマル・ベン-グヴィル国家安全保障相はこの取り調べを「言語道断」「恥ずべきこと」と非難した。これに対し、イスラエルのガリ・バハラヴ＝ミアラ司法長官は、「警察官の捜査を含め、犯罪捜査は完全に独立した立場で行われる。直接・間接を問わず、あなた方（政府）の介入は法律に違反する」と述べた。

## 戦争犯罪

### 病院での三重暗殺
イスラエル軍が医療スタッフや民間人を装い、ヨルダン川西岸地区ジェニンの病院内でパレスチナ人3人を射殺した。病院側は、「患者は暗殺された」と発表。イスラエルは、殺害された人物はハマースのテロリストであったと述べている。BBCは殺害された人物を 「パレスチナ武装勢力の戦闘員」とした。しかし、たとえ武装勢力であったとしても、負傷した人物を手玉に取るのは戦争犯罪であり、その過程で医師になりすますのも戦争犯罪にあたる。国連の専門家によると、ヨルダン川西岸地区の病院で、医療従事者やムスリム女性に装ったイスラエル軍兵士がパレスチナ人男性3人を殺害したことは、戦争犯罪に相当する可能性があるという。

### 救急車の乱用
イスラエル軍は2024年12月19日、ナーブルス市内で武装勢力に対する奇襲作戦を実行するため、パレスチナのナンバープレートを使っている車両を救急車に偽装し走行したことを認めた。作戦は失敗し、戦闘員を拘束したり射殺したりということはなかったが、救急車と近くにあった白いバンから飛び降りたイスラエル兵が、2人の民間人（25歳の男性と80歳の女性）を処刑する様子が撮影された。老女は撃たれ、地面に倒れ、手を上げて助けを求めた後、再び撃たれ、その場で死亡した。ベツェレムは、「イスラエルはもはや戦争犯罪を隠そうとしていない。国際法の規範と規則が適用されないかのように振る舞っている」と発言している。

## 反応

### パレスチナ人
12月28日、パレスチナ国家イニシアチブのムスタファ・バルグーティ党首は、イスラエルによるヨルダン川西岸地区一帯での空襲は、同地域を完全に再占領する計画の一環であるとした。ヨルダン川西岸地区の住民は、同地区への侵攻が国際的に報道されないことに不満を抱いており、「イスラエル国防軍がほとんど無差別に活動しているのに繋がっている」としている。ムハンマド・シュタイエ パレスチナ国首相は、イスラエルによるヨルダン川西岸地区への経済圧力は、ガザ地区や西岸地区からパレスチナ人を追い出そうとしているものであり、悪化する状況に対処しなければ「ヨルダン川西岸地区で事態が激化するかもしれない」と述べた。1月9日、パレスチナ外務省は、「イスラエルの軍事行動と入植者の暴力がヨルダン川西岸地区を制御不能な暴力の連鎖に追い込む恐れがある」と警告した。ジャーナリストのモハメド・ジャムジョームは、襲撃はもはや「日常生活の一部」となっており、1日平均40件の襲撃があると述べた。
1月7日、IDFはイスラエル兵に殺害された幼児の遺体を公開し、1月16日にパレスチナ外務省は「彼らは遺体をどうしたのか？なぜ保管したのか？その権利はあるのか？そして、彼らはその子の家族に謝罪するのだろうか？」とコメントした。ヨルダン川西岸地区のパレスチナ人は、イスラエル軍は定期的にブルドーザーで道路やインフラを破壊しており、集団的懲罰にあたるとしている。また、住民は、イスラエルが西岸地区住民を地元のパレスチナ武装勢力に敵対させようと考えていると述べた。
国際司法裁判所（ICJ）がガザ地区におけるジェノサイド条約適用事件の裁判で暫定措置を下したことを受け、ヨルダン川西岸地区の住民はICJが即時停戦を求めなかったことに失望を表明し、「ハーグでの判決は、占領下のヨルダン川西岸地区でイスラエル軍と入植者の暴力がさらに悪化する可能性があることを意味する」と懸念を表明した。2月4日、アル＝ハクは「国際社会はイスラエルに、いかなる形の説明責任も負わせることなく、好きなようにする許可を与えた」とした。パレスチナのシュタイエ首相は「我々は爆発（制御が喪失し、抑え込まれていたものが一気に解放されることのたとえ）からそれほど遠くない」と述べた。
ヨルダン川西岸地区の住民は、「自分たちは島に押し込められているように感じている」と報告した。ジェニン難民キャンプの当局者であるニダル・ナグナギエは、イスラエル軍はジェニンで「若い男性を殺す組織的な政策」をとっていると述べた。パレスチナ外務省は、イスラエルの検問所はヨルダン川西岸地区をイスラエル軍と入植者がやりたい放題の刑務所（荒くれものが集まり無法地帯となっていることのたとえ）にしてしまったと述べた。2024年4月、アル＝ハク、アル・メザン人権センター、パレスチナ人権センターは共同声明で、「イスラエル軍と入植者の暴力行為は激しさと規模を増している」と述べた。

### イスラエル人
イェシュ・ディンの報告書によると、10月7日以来、ヨルダン川西岸地区で入植者による暴力事件が増加しているが、イスラエルの法執行機関は一件も起訴していない。また、イスラエル軍はヨルダン川西岸地区の状況を「制御不能に陥れている」と表現した。ベツェレムは、イスラエルはヨルダン川西岸地区で発砲を行っているとした。イスラエルの活動家たちは、ヨルダン川西岸地区で進行している民族浄化を防ごうと活動を行っている。イスラエルの活動団体であるミスタクリムは、入植者による暴力を「ユダヤ人によるテロ」とした。2024年5月、イスラエルのベザレル・スモトリッチ財務大臣はヨルダン川西岸地区の住民を前に、「ガザ地区のように廃墟にしてやる」と発言した。イェフダ・フォックス少将は2024年7月、「これ（西岸地区での状況）は私の目にはまるでユダヤ教徒によるものとは到底思えない（衣政府に対する批判の意）。少なくとも、私が父と母の家で教えられたものではない。これはトーラーの教えではない」とイスラエルや入植者を批判していたが、その後退任した。

### 国際機関
フォルカー・トゥルク国連人権高等弁務官は、ヨルダン川西岸地区と東エルサレムにおける軍事戦術、不均衡な武力行使、移動の制限にパレスチナ人は悩まされていると述べた。ある国連職員は、説明責任の欠如と「イスラエル政府関係者の煽動」が入植者による暴力事件の増加につながっていると述べた。アイルランドのミホル・マーティン首相は、ヨルダン川西岸地区で起きていることは「衝撃的」であり、国際人道法違反であると述べた。1月18日、国際連合人権高等弁務官事務所（OHCHR）は、ヨルダン川西岸地区で増加している「不法な」殺人について、独立した調査を行うよう要請した。 1月19日、国際連合パレスチナ難民救済事業機関（UNRWA）のフィリップ・ラッザリーニ所長は、「痛みと苦しみの悲劇的な連鎖」の中で、ヨルダン川西岸地区が過去最大級の暴力を目の当たりにしていると警告した。ムスタファ・バルグーティは1月20日、イスラエル人入植者の暴力事件の目的は民族浄化であると述べた。ベドウィンの市民権団体である「ベドウィンの権利を守るアル＝バイダー財団」は、ベドウィンのコミュニティがイスラエル兵と入植者によって民族浄化と強制移住の対象になっていると述べた。国際連合児童基金（ユニセフ）は1月28日、子どもたちが「絶え間ない恐怖と悲しみ」の中で暮らしていると報告した。
2024年6月、フォルカー・トゥルクは「これほど多くの命がこのような無謀な方法で奪われたことは理解できない」と述べた。同月末、トゥルクは「東エルサレムを含むヨルダン川西岸地区の状況は劇的に悪化している」と述べた。
2024年9月2日、国連パレスチナ占領地域に関する特別報告者であるフランチェスカ・アルバネーゼは、「イスラエルによる大量虐殺に該当するような暴力事件は、ガザ地区からパレスチナ被占領地域全体に広がる危険性がある」と警告した。アルバネーゼは、「国家と企業や金融機関を含む非国家主体からなる国際社会に対し、パレスチナ被占領地域のパレスチナ人に対するジェノサイドのリスクを直ちに終わらせ、イスラエルに説明責任を果たさせ、最終的にはイスラエルによるパレスチナ領土の植民地化を終わらせるために、できる限りのことをするよう求める」とした。

### 国際社会
ドイツのアンナレーナ・ベアボック外相は、イスラエルにはヨルダン川西岸地区のパレスチナ人を保護する責任があると述べた。メラニ・カメット（アメリカの政治学者）は1月18日、ヨルダン川西岸地区での戦闘の激化は「戦争が終結に近づいていることを示している」とした。1月18日、オーストラリアのペニー・ウォン外相はヨルダン川西岸地区を訪問し、「オーストラリアは、ヨルダン川西岸地区でパレスチナ人に対する入植者の暴力が続いていることに深い懸念を抱いている」と述べた。3月1日、アメリカ合衆国国際開発庁（USAID）のサマンサ・パワー長官は、「過激派イスラエル人入植者による度重なる攻撃は、恐怖の衝撃波を引き起こした。この暴力は耐え難いものであり、止めなければならない」と述べた。ヨルダン政府は3月12日、ヨルダン川西岸地区でヨルダン人2人が殺害された事件を非難し、若い男性が「足を負傷し、占領軍が救急車の中で出血したまま1時間半以上放置して死亡した」と述べた。